# Franklin McIntosh
Franklin McIntosh (Birmingham, 18 agosto 1963) è un ex giocatore di calcio a 5 inglese naturalizzato statunitense.

## Biografia
Nato e cresciuto in Inghilterra, a 16 anni si trasferì con la famiglia a Brooklyn.

## Carriera
Come massimo riconoscimento in carriera vanta la partecipazione, con la nazionale di calcio a 5 degli Stati Uniti, al FIFA Futsal World Championship 1996 in Spagna dove la selezione americana si è fermata al primo turno, eliminata nel girone comprendente Italia, Uruguay e Malaysia.